# 96217 Ґронкі
96217 Ґронкі (96217 Gronchi) — астероїд головного поясу, відкритий 14 вересня 1993 року.
Тіссеранів параметр щодо Юпітера — 3,563.